# Spettpapegojor
Spettpapegojor (Micropsitta) är ett litet släkte med fåglar i familjen västpapegojor inom ordningen papegojfåglar som återfinns på Nya Guinea och kringliggande övärld. Släktet spettpapegojor omfattar sex arter:
- Gulkronad spettpapegoja (M. kelensis)
- Geelvinkspettpapegoja (M. geelvinkiana)
- Dvärgspettpapegoja (M. pusio)
- Rödbröstad spettpapegoja (M. bruijnii)
- Gulbröstad spettpapegoja (P. meeki)
- Grön spettpapegoja (P. finschii)